# 2322 Kitt Peak
2322 Kitt Peak este un asteroid din centura principală, descoperit pe 28 octombrie 1954 de Goethe Link Obs..